# Val di Gavia
La Val di Gavia è una valle della Lombardia nella catena delle Alpi Retiche meridionali (gruppo Sobretta-Gavia), attraversata dal torrente Gavia. Orientata secondo l'asse N-S, si estende dal passo Gavia (2.618 m s.l.m.), che la collega all'alta Val Camonica, verso nord per circa 8 km, collegandosi a circa 1.800 m di quota nelle vicinanze di Santa Caterina di Valfurva alla sua tributaria Valfurva, a sua volta facente parte dell'Alta Valtellina. Nella valle sorgono i rifugi Bonetta (2.618 m), Berni (2.545 m) e Gavia. In esso scorre anche il torrente Sobretta, affluente del Gavia. Sulla valle si affaccia il ghiacciaio della Sforzellina.